# Кривов Валерій Михайлович
Вале́рій Миха́йлович Кри́вов (29 вересня 1951, Запоріжжя, Українська РСР — 23 грудня 1994, Луганськ, Україна) — український радянський волейболіст, олімпійський чемпіон. Зв'язковий. Зріст — 188 см. Вага — 84 кг. Вольовий, по-спортивному агресивний тактично грамотний гравець, лідер команди. Ураховуючи розташування суперників на блоці, виводив своїх нападників для атакуючого вдару на одиночний блок або на «чисту» сітку.
Валерій Кривов виступав за команду «Зірка» (Луганськ/Ворошиловград; спортивне товариство «Зеніт»). У своїй грі команда «Зірка» дотримувалася гострокомбінаційного стилю, із частою зміною місць нападниками.
Золоту олімпійську медаль і звання олімпійського чемпіона здобув на московській Олімпіаді (1980), виступаючи у складі збірної СРСР.

## Життєпис
Освіта — Ворошиловградський педагогічний інститут, факультет фізичного виховання (нині Луганськ, 1973).
Волейболом почав займатися в ДЮСШ міста Запоріжжя. Виступав за команду «Зірка» (Луганськ/Ворошиловград) (тренери: Салін Валентин Іванович, Сєверов Євген Олександрович). Срібний призер чемпіонату СРСР 1972, бронзовий призер союзних першостей 1976 і 1979, переможець і срібний призер Кубка володарів кубків ЄКВ 1972/73 і 1973/74. Фінальна частина змагань 1972—1973 рр. проходила в місті Афіни, трійку призерів склали такі команди: «Зірка» (Ворошиловград), «Чепель» (Будапешт) та «Левські-Спартак» (Софія). У сезоні 1973-74 «Зірка» знов пробилася до фінальної частину цього престижного турніру, який проходив тепер у Брюсселі, але цього разу стала другою, поступившись команді «Радіотехнік» Рига.
У збірній СРСР в офіційних змаганнях грав у 1976—1980 роках. В її складі: олімпійський чемпіон 1980, чемпіон світу 1978, чемпіон Європи 1977.
Ігрова кар'єра 1970—1986 рр.
Завершивши ігрову кар'єру, В. Кривов працював тренером. 1990—1991 рр. — тренер чоловічої збірної Сирії. 1991—1994 рр. — тренер команди «Динамо» (Луганськ).
Починаючи з 1999 року, у Луганську щорічно проводиться Відкритий турнір з волейболу пам'яті Валерія Кривова.